# Muro Arábia Saudita - Iraque
O Muro Arábia Saudita - Iraque é uma barreira de proteção construída pela Arábia Saudita, para evitar infiltrações oriundas do Iraque.
Foi concluído no dia 6 de setembro de 2014 e se estende por 900 km. É equipado com torres de vigilância, câmeras com sistema de raios infravermelhos e radares.